# 진제선사
진제(眞際)선사(음력 1934년 1월 12일/양력 2월 25일 ~ )는 대한민국의 대표적인 선사이다. 2012년 대한불교조계종 제13대 종정에 추대되었으며, 2017년 14대 종정에 재추대되었다.
20세에 석우선사를 은사로 출가하여 33세(1967년)에 향곡선사에게 깨달음을 인가받아 경허-혜월-운봉-향곡 선사로 이어져 내려오는 부처님의 심인법을 이었다.(석가여래부촉법 제79대 법손)
일상생활 속의 참선을 주창하여 산사의 스님들의 전유물이었던 참선을 이끌어내었다.
현재 한국 간화선의 세계화를 이끌어가고 있다. 2011년 9월 15일 미국 뉴욕 리버사이드 교회에서 "세계평화를 위한 간화선 대법회"를 개최하여  한국의 간화선을 세계에 알렸다. 2012년 2월 2일 미국 워싱턴에서 개최된 "60주년 국가조찬기도회"에 초청받아 참석했으며, 전날 개최된 "국제지도자세미나"에서 상하의원들과 세계 각국의 외교관 등 1,000여 명의 지도자들이 모인 가운데 법문을 하였다. 2012년 10월 4일 유엔 세계종교지도자모임 초청으로 유엔 플라자에서 종교지도자, 국제환경운동가, 각국 대사관 관계자 등 100여 명이 참석한 가운데 법문을 하였다.

## 연표
- 1934년 - 경상남도 남해군 삼동면에서 출생
- 1953년 - 해인사에서 출가, 설석우 선사를 은사로 사미계 수지
- 1958년 - 통도사에서 자운 스님을 계사로 구족계 수지
- 1959년 - 향곡선사 문하에 입실, 간화선 수행
- 1967년 - 향곡선사로부터 깨달음을 인가받아 경허-혜월-운봉-향곡선사로 이어져 내려오는 부처님의 정법맥 계승. 전불심인(傳佛心印) 제79대 법손.
- 1971년 - 부산 해운대에 해운정사 창건
- 1979년 - 부산 해운정사 금모선원 조실 (現)
- 1991년 - 선학원 이사장, 중앙선원 조실 역임
- 1994년 - 대구 팔공산 동화사 금당선원 조실 (現)
- 1996년 - 대한불교조계종 기본선원 조실 역임(~2011년)
- 1998년 - 백양사 제1차 무차선법회 초청법주
- 2000년 - 백양사 제2차 무차선법회 초청법주
- 2000년 - 조계종립 봉암사 태고선원 조실 역임
- 2002년 - 부산 해운정사 국제무차선대법회 법주
- 2003년 - 대한불교조계종 원로의원 역임
- 2004년 - 대한불교조계종 대종사 (現)
- 2009년 - 부산 벡스코 백고좌대법회 법주
- 2011년 - 미국 뉴욕 리버사이드교회 "세계평화를 위한 간화선 대법회" 법주
- 2012년 - 미국 60주년 국가조찬기도회 참석, 국제지도자세미나 초청법문
- 2012년 - 대한불교조계종 제13대 종정
- 2012년 - UN 세계종교지도자 초청법문
- 2013년 - 대한불교조계종 간화선대법회 법주
- 2013년 - 대구 팔공총림 동화사 방장 (現)
- 2015년 - 광복70주년 한반도 통일과 세계평화를 위한 "세계간화선무차대법회" 법주
- 2017년 - 대한불교조계종 제14대 종정 (現)
- 현재 - 대구 팔공산 동화사와 부산 해운대에 위치한 해운정사에 주석
 대한불교조계종 제13대 종정
- 저서 - 《돌사람 크게 웃네》《선백문백답》《고담녹월》《石人은 물을 긷고 木女는 꽃을 따네》《Open the Mind, See the Light》《참선이란 무엇인가?》 등

## 생애

### 출가

조계종 초대 종정, 석우선사

진제스님은 1934년 음력 1월 12일 경남 남해 삼동면에서 7남매 중 넷째로 태어났다. 20세 되던 해인 1953년에 불공(佛供) 드리러 절에 자주 다니던 친척을 따라서 동네에서 십 리쯤 떨어진 곳에 있던 해관암(海觀庵)이라는 조그마한 사찰에 우연히 갔다가, 조계종 초대 종정이셨던 설석우(薛石友) 선사를 친견한 것이 출가의 인연이 되었다.

## 교화 활동

### 간화선의 대중화, 생활화, 세계화를 실현하다
진제스님은 1967년 향곡선사로부터 깨달음을 인가받은 후, 산중 스님들의 전유물이었던 참선법을 모든 사람들에게 전파하여 부처님과 같은 진리의 낙을 누리게 하려는 원력으로 1971년 시변(市邊-부산 해운대)에 해운정사를 창건하고 선원을 개설했다. 이후 45년간 승속을 막론하고 참선법을 지도함으로써 선의 대중화, 생활화를 위해 진력했다.
1994년 동화사 조실로 추대된 이후 20년 동안 해마다 여름안거, 겨울안거 결제에 임하는 전국의 수좌들과 재가 수행자들의 참선 수행을 지도하며 공부를 점검해 주고 있다. 또한 1996년 조계종 종립 기본선원의 조실로 추대된 이후 2011년까지 16년간 참선공부를 시작하는 출가 수행자들에게 바른 참선법을 지도했다.
1998년, 2000년 백양사에서 열린 '1차, 2차 무차선대법회'에 법주로 초청되어 서옹선사와 함께 법문을 내렸고, 2002년에는 부산 해운정사에서 한국불교 사상 최초로 중국, 일본의 선의 대종장(大宗匠)들을 초청하여 '국제무차선대법회'를 개최함으로써 한국 선(禪)의 역량을 세계에 알렸다.
2009년에는 부산 벡스코(BEXCO)에서 750년 만에 재현된 '백고좌대법회'의 법주로써 15,000명의 사부대중이 운집한 가운데 법문을 설했다.
2011년 9월, 동양정신문화의 정수인 한국의 간화선을 세계에 널리 전파하고 세계평화에 기여하기 위해, 노구에도 불구하고 미국 뉴욕의 리버사이드 교회에서 2,000 여 대중이 운집한 가운데 "세계평화를 위한 간화선 대법회"를 성황리에 개최하였다.
2012년에 2월 초에 한국스님으로는 최초로 미국 60주년 국가조찬기도회에 초청을 받아 참석했으며, 전날 열린 국제지도자세미나에서 상하원의원을 비롯해 각국 외교관, 각계 지도자 등 1,000여 명이 모인 가운데 '간화선과 세계평화'를 주제로 연설했다.
2012년 10월에는 UN 산하의 세계종교지도자모임의 초청을 받아 UN 플라자에서 법문을 설했으며, 그린페이스 의장인 플레쳐 하퍼, 조안 커비, 안토니 세네라 등의 리스판스와 함께 100여 명의 종교지도자들의 열띤 호응을 받았다.
그의 간화선 세계화를 위한 행보는 미국을 넘어 유럽까지 이어질 계획이다. 진제스님의 종정추대식에 참석해 헌사를 낭독한 세계적 종교지도자 랍비 잭 벰포라드는 한국 불교의 전통적인 간화선(看話禪ㆍ화두를 의심하며 깨달음에 이르는 수행법)이 서구에도 통할 것이라고 주장했다.
| “ | 지난해 9월 뉴욕 리버사이드 교회 법문에 참석했고, 올 2월 국가조찬기도회에서 스님을 뵀지요. 여러 종교 지도자들 앞에서 스님이 법문을 했는데, 어떤 질문이 와도 척척 답하는 것이 인상적이었어요. | ” |

(진제스님보다 나이가 한 살 많은 벰포라드 목사는 유대교를 대표해 종교 간 대화를 30여 년간 이끌었으며, 달라이 라마와 베네딕토 16세 교황을 비롯한 전 세계 종교 지도자들과 자주 만났다. 고(故) 요한 바오로 2세와도 친분이 두터웠다.)
| “ | 그동안 미국에는 진정한 불교가 소개되지 않았어요. '불교' 하면 혈압을 낮추고 명상을 하는 것쯤으로 치부됐지요. 불교계도 스스로 서구식에 너무 맞추려 했죠. 그런데 진제스님은 한국 선(禪) 불교를 있는 그대로 보여줬어요. 지금까지 서구에서 볼 수 없는 것이었죠. | ” |

그는 특히 진제스님의 카리스마와 '참나를 찾으라'는 화두에 깊은 인상을 받았다고 했다.

### 중국으로 건너가 선의 안목을 점검하다
진제스님은 2000년 음력 2월에 2002년도 국제무차선대법회 개최를 앞두고 명실공히 중국의 선의 안목을 대표하는 대선지식 한 분을 초빙하여 모든 세계인들에게 선(禪)의 법공양(法供養)을 베풀기 위해서 중국 9개의 선종본산을 참방하게 되었다.
오늘날 우리나라에 면면히 이어 내려오고 있는 부처님의 심인법(心印法)은 천오백여 년 전에 인도에서 중국대륙으로 건너와 선종(禪宗)으로 그 꽃을 피웠다. 하지만 중국은 60년 공산치하 동안 스님들이 산중에서 수도를 할 수 없는 여건이 되어 형식적으로 절만 지킬 뿐 수행이 제대로 여법히 내려오지 못하게 되었다.
그래도 그 너른 대륙에 한개 반개의 눈 밝은 도인이 있는가 싶어서 진제스님은 스물대여섯 분의 스님들과 같이 선종본산 아홉 군데를 참방(參訪)하여 조실·방장스님들에게 진리의 고준한 한 마디를 던졌다. 중국을 대표해야 되기 때문에 아무나 청할 수는 없는 노릇이었다.
제일 먼저, 달마 대사께서 인도에서 중국으로 건너와 처음 주석하셨던 광덕사(廣德寺)를 방문하니, 달마 대사께서 공양하고 씻으셨다는 수각으로 안내만 할 뿐이었다. 그래서 하는 수 없이 그 유래만 들은 뒤 이조사(二祖寺)를 찾아갔다. 이조사를 방문하니 주인은 없고 절만 있기에 참배만 하고 바로 나와서 삼조사(三祖寺)로 갔다. 중국 땅이 워낙 너르다보니 약속 시간을 맞추지 못하고 밤 10시에 도착하였다. 늦은 밤인데도 방장스님을 비롯한 모든 대중이 다 나와서 산문 앞에 두 줄로 서서 일행을 기다리고 있었다. 안으로 들어가 참배하고 차 대접을 받는 자리에서 방장스님께 한 가지를 물었다.
"옛날 삼조(三祖-승찬僧璨) 선사께서 至道無難(지도무난)이나 唯嫌揀擇(유혐간택)이라. 但莫憎愛(단막증애)하면 通然明白(통연명백)하리라. 지극한 도는 어렵지 않음이나 오직 간택을 꺼림이로다. 다만 증애가 없으면 텅 비어 명백하리라. 법문하셨는데, 방장스님께서는 간택(揀擇)이 없을 때에는 어떻게 보십니까?"
하니, 그 방장스님이 "이 신심명(信心銘)을 잘 번역하여 포교에 주력하겠습니다." 하고 답하였습니다.
다음날 삼조사를 나와 사조사(四祖寺)에 가서 방장스님을 찾아뵙고 묻기를,
"달마 대사께서 소림굴에서 9년 면벽(面壁)하신 것을 어떻게 보십니까?"
하니, 방장스님이 답을 못하였다.
다시 발걸음을 돌려 오조사(五祖寺)를 방문하여 참배를 마치고 공양을 하는 자리에서 방장스님에게 물었다.
"옛날 오조(五祖-홍인弘忍) 선사께서는 때로는 점수법(漸修法)을 설하시고 때로는 돈오무생법(頓悟無生法)을 설하셨는데, 지금은 어떠한 법문을 설하십니까?"
이곳 방장스님 역시 물음에 답을 못하였다. 그래서 다시 그 걸음으로 육조(六祖-혜능慧能) 선사께서 주석하셨던 보림사(寶林寺)를 방문하여 방장스님에게 묻기를,
"육조 선사께서 '本來無一物〈본래무일물〉'이라는 법문을 자주 하셨는데, '본래 한 물건도 없다'는 것을 어떻게 보십니까?"
하니, 이곳 방장스님 역시 명쾌한 답이 없었다.
그런 후로 운문(雲門) 선사께서 주석하셨던 운문사(雲門寺)를 방문하여 방장스님에게 물었다.
"옛날 운문 도인이 취암(翠巖) 선사 회상(會上)에 있을 적에, 취암 선사께서 해제시에 상당하시어 법문하시기를, '석 달 동안 모든 대중을 위해서 가지가지의 법을 설했는데, 시회대중은 노승의 눈썹을 보았느냐?' 하고 대중에게 물으시니, 운문 선사가 여기에 '관(關)'이라 답을 했는데, 이 '관(關)'자의 뜻이 어디에 있습니까?"
"불조(佛祖)의 밀전(密傳)의 경지를 우리가 어찌 논할 수 있겠습니까?"
방장스님이 이렇게 나오니, 그 걸음으로 나와서 임제원(臨濟院)을 방문하였다. 임제 도인의 회상(會上)에 가보니 시변(市邊)에 있었는데, 마침 대중이 저녁예불을 마치고 나오길래 선 채로 조실스님과 인사를 나누고는 진제스님이 말하기를,
"옛날 당당했던 임제 선사의 가풍은 사방을 둘러봐도 볼 수가 없고, 도량에는 고탑(古塔)만 우뚝하구나."
하고 물음을 던지니, 한 마디 척 나와야 되는데 아무런 대꾸가 없이 깜깜하였다.
그래서 공양 대접만 받고 또다시 수백 리 떨어진 조주원(趙州院)으로 향했다. 조주 선사의 회상도 역시 마을 가운데 있었는데, 하룻밤을 묵고 나니 다음날 응접실에서 방장스님이 일행을 맞았다. 차를 한 잔씩 돌리는데 마침 응접실 벽에 조주 선사의 '끽다거(喫茶去)'라는 법문 한 구절이 걸려 있었다. 이 구절은 그 옛날 위대한 조주 선사께서 쓰셨던 법문이다.
```
하루는 조주 선사의 조실방에 어느 
납자
(衲子)가 들어오니, 선사가 말하길,
"여기에 이르렀는가?"
"이르지 못했습니다."
"차 한 잔 먹게." 하였다.
또 한 수좌가 들어오니, 똑 같이 묻기를,
"여기에 이르렀는가?"
"이르렀습니다."
"차 한 잔 먹게." 하였다.
옆에 있던 
원주
(院主)가 이 모습을 지켜보고는 조주 선사에게 물었다.
"조실스님! 어째서 '여기에 이르렀다' 해도 '차 한 잔 먹게' 하고, '이르지 못했다' 해도 '차 한 잔 먹게' 하십니까?"
하니, 조주 선사가 "그대도 차 한 잔 먹게." 하였다.
이렇게 조주 선사는 누구든지 찾아와 법을 물으면 '차 한 잔 먹게' 하였다.
[
5
]
```

진제스님이 그 글귀를 보고는
"조주 선사께서는 누가 와서 물으면 '차 한 잔 먹게'라고 하셨는데, 조주 선사의 뜻이 어디에 있습니까?"
하고 물었다. 그러니 방장스님이 앞에 놓여있는 찻잔을 들어 산승에게 내밀기에, 산승이
"그것은 산승이 받아먹지만, 화상(和尙)도 또한 나의 차 한 잔을 먹어야 옳습니다."
하였다. 이 말의 낙처(落處)를 척 알아야 하는데 역시 더는 답이 없었다.
이렇게 아홉 군데를 다 방문하였지만, 모두 벙어리 조실·방장일 뿐 내실(內實)이 없었다. 그래서 그나마 찻잔을 내미는 조주원 방장 정혜(淨慧) 선사를 중국의 대표로 하여 2002년 10월 20일 국제무차선대법회에 초청하게 되었다.
한국불교 역사상 자신의 안목을 점검받고 인가받기 위해 중국으로 건너간 일은 많았지만, 이처럼 중국의 안목을 점검하기 위해 건너간 것은 처음 있는 일이었다.
그리고 일본으로는 서옹(西翁) 선사의 서한을 들고 가서 임제종의 대표로 종현(宗玄) 선사를 모시게 되었는데, 막상 국제무차선대법회를 개최하여 법문을 들어보니 중국이나 일본에 실다운 안목을 갖춘 이가 없고, 부처님의 심인법(心印法)이 오직 한 가닥 한국에 머물러 있음을 확인하게 되었다. 안타깝게도 선종의 본산국(本山國)인 중국에는 공산화 60년 동안에 선법(禪法)이 없어짐으로 인해 더 이상 안목자(眼目者)가 없게 되었다.

### 국제무차선대법회

한국불교 사상 최초로 개최된 "한중일 국제무차선대법회"에서 법문하는 진제선사 (2002.10.20 부산 해운정사

2002년, 한국 중국 일본의 선의 대종장들이 참석한 제3차 국제무차선대법회가 1만여 불자들이 운집한 가운데 진제선사가 조실로 있는 부산 해운대 해운정사에서 열렸다. 법주는 진제선사였다. 1998년, 2000년에 고불총림 방장인 서옹선사가 법주가 되어, 전라남도 백양사에서 1차, 2차 대회가 열렸었다.
한국에서는 근대 이후 자취를 감췄던 무차선법회는 1912년 한암스님이 금강산 건봉사에서 처음으로 무차선 법회를 부활시켰다. 무차선 법회는 출가자와 재가자, 상하귀천에 관계없이 모두가 평등하게 불법을 논하는 대회를 말하며, 인도 아쇼카왕(BC 268-BC 232)이 선지식(깨달은사람)을 모시고 불법을 보시하는 자리에서 기원한다. 참가자격에 제한을 두지 않고 어떤 차별이나 질문도 막지 않는 자리이므로, 그만큼 불교 수행의 경지가 최고도로 도달해야 이 법회를 열 수 있다.
'21세기 선(禪)으로 인간성을 회복하자'는 기치를 내건 이 행사는 한국, 중국, 일본의 고승들이 함께 모인 국제 행사라는 점이 특징이다. 한국의 서옹(西翁)·진제(眞際), 중국의 정혜(淨慧), 일본의 종현(宗玄)스님 등 동북아 대표 법사(法師) 4명이 초빙됐다.
법회는 오전 10시에 시작돼 네 명의 고승이 차례로 법문을 하고 청중의 질문에 답하는 법거량(法擧量)으로 이어졌다.
진제스님은 법문을 통해 "이원적 대립개념을 지양하는 선사상이야말로 갈등과 분열을 극복할 수 있는 화해와 융합의 대안사상"이라고 강조했다. 서옹스님은 "동양의 조사선(祖師禪)은 인간문제를 근원적으로 해결해 본래 생사가 없고 죄악도 없는 본래 면목 그 자리를 참사람이라고 했다. 이 참사람주의로 멸망하게 된 인류를 구제해 새로운 세계 역사를 창조해야 한다"고 말했다.
중국의 정혜, 일본의 종현스님은 각각 통역을 통해 대중에게 법문을 했다. 정혜스님은 "바깥의 평화는 마음의 평화를 전제로 하며, 마음의 평화는 지금 당장의 한 생각을 잘 잡아쥐는 것으로부터 시작해야 한다"며 "인성(人性)을 끌어올려 불성(佛性)으로 돌아가자"고 강조했다. 법문 후 "옳고 그른 삶의 진리에 답해 달라"는 대중의 질문을 받고는 "할"이라고 쩌렁쩌렁한 육성을 내지른 뒤 자리로 돌아갔다.
이어 종현스님은 "극락정토는 지금 이 장소에 분명히 있다. 따뜻한 마음을 가진 사람들이 서로 웃는 얼굴로 부드러운 말을 쓰고, 서로 손을 맞잡는다면, 우리들이 부처님과 똑 같은 청정법신"이라는 법문을 했다. 그는 "깊은 잠에 빠졌을 때 어떻게 마음을 챙기셨습니까?"라는 질문을 받고 "언제나 어디서나 누구라도, 평상심으로 이거다 하면 된다"고 답했다.

### 뉴욕 리버사이드교회 "세계평화를 위한 간화선 대법회"

뉴욕 리버사이드 교회에서 개최된 "세계평화를 위한 간화선 대법회"에서 법문하는 진제선사

2011년 9월 생애 처음으로 미국으로 건너간 진제스님은 15일(현지시간) 뉴욕 맨하튼의 리버사이드 교회에서 "세계평화를 위한 간화선 대법회"라는 역사적인 법회를 개최하였다. 한국과 미국의 불교계, 기독교계 인사와 각 종교 지도자들, 뉴욕 시민들, 현지 교민 등 700여 명이 참석한 대법회였다.
세계의 중심 뉴욕에서, 그것도 사찰이 아닌 교회에서 한국 대표 선지식이 대규모 법회를 연 것은 한국불교 역사상 처음 있는 일로서, 빌 클린턴 전 미국 대통령과 마이클 블룸버그 뉴욕 시장이 축사를 보내는 등 현지에서 큰 주목을 받았다.
진제스님은 법회에서 "자유의 땅 미국에서 진리의 법을 전할 수 있도록 자리를 마련해 준 분들께 감사드린다"면서 "저는 세계 평화를 위해 동양의 정신문화를 여러분께 소개해서 온 인류에게 공헌하고자 이 자리에 섰다"고 밝혔다.
진제스님은 "산승이 이곳에 선 것은 어느 종교가 우월하다는 것을 말하고자 함이 아니다. 간화선을 통한 깨달음으로 모든 종교와 사상을 초월해 참평화를 이룰 수 있다"면서 종교 간의 평화와 조화를 강조했다. 예배당에는 그리스도의 사랑을 상징하는 금색 십자가 위에 깨달음을 상징하는 탱화를 수놓은 괘불이 나란히 걸렸다.
그는 "이제 세계는 종교와 사상을 넘어서 서로 마음을 통하는 시대가 되었다. 그러므로 모든 종교는 인간 내면 세계의 정화와 좀 더 나은 세상을 만드는 일에 협력하는 우애로운 형제가 되고, 선한 이웃이 돼야 한다"고 지적했다.
대법회에서 진제스님은 "동양 정신문화의 골수인 간화선은 모든 종교와 사상을 초월하여 언제 어느 때건 참된 나를 깨달아 세계평화를 이룰 수 있는 훌륭한 수행법"이라면서 "사람들이 스스로 참나를 깨달아 마음의 고향에 이르면, 어머니의 품과 같이 온갖 시비 갈등과 시기와 질투가 끊어 없어져서 대안락과 대자유, 그리고 무량한 대지혜를 수용하게 될 것"이라며 참석자들에게 간화선 수행법을 소개했다.
스님이 뉴욕 시민들을 향해 던진 화두는 '부모에게 나기 전에 어떤 것이 참나던가(What is my true self before my parents gave birth to me?)'다. 40여 분의 법문이 끝나갈 무렵 스님이 말했다. "산봉우리에 구름이 걷히니 산마루가 드러나고 밝은 달은 물결 위에 떠 있음이로다." 그리고는 마지막으로 진제스님이 대중에게 영어로 "What is your true self?(당신의 참나는 무엇인가)"라고 물음을 던지자 박수소리가 교회 안을 가득 메웠다.
곧바로 미국 참석자들의 질문도 이어졌다. 스님에게 가장 어려웠던 순간을 묻자 "젊은 시절 화두를 타파하지 못했던 13년이 가장 괴로웠다"는 진솔한 답을 했고, "죽음의 공포를 느끼느냐"는 질문에는 "깨달은 이에게는 나고 죽는 것이 없다"고 즉답했다.
대법회는 설법에 앞서 육법공양과 반야심경 낭독, 진제선사 소개영상 상영, 청법례 등의 절차를 거쳤으며 진제스님이 참석자들의 질문에 답변하는 시간도 가졌다. 법회 이후 참석자들을 위해 한국의 사찰음식을 맛볼 수 있는 리셉션을 가졌다.
진제스님은 앞서 14일에는 9·11 테러현장인 그라운드 제로에서 희생자들을 기리는 추모제를 열었다.

### 美 60주년 국가조찬기도회 참석, 법문하다
2012년 1월 30일 진제스님은 다시 한 번 미국을 방문하게 되었다. 국가조찬기도회 대표로 미국 기독교계와 정계에 막강한 영향력을 갖고 있는 더글러스 에번스 코 박사와 의회 지도자들이 진제스님을 미국 60주년 국가조찬기도회에 초청하기로 한 것이다. 2011년 9월 리버사이드교회에서 치른 대법회가 미국 사회에 상당한 반향을 불러일으킨 증거였다.
진제스님은 워싱턴 힐튼호텔에서 열린 미국 국가조찬기도회에서 오바마 대통령과 부인 미셸 오바마, 조지프 바이든 부통령, 힐러리 클린턴 국무장관 등 유력 정ㆍ재계 및 종교 지도자들과 자리를 함께했다. 이날 기도회는 지난 1일 개막해 3일 동안 계속되는 국가조찬기도회의 주요 행사. 1953년부터 매년 열리는 국가조찬기도회에 한국 불교계 지도자가 참석한 것은 처음이었다. 드와이트 아이젠하워 대통령이 처음 참석한 이후 전통적으로 미국 대통령이 빠짐없이 참석해온 미국 국가조찬기도회는 기독교 원칙을 재확인하는 행사지만 종교나 정치적 차이를 초월한 행사로 열려 왔다.

국제지도자세미나에서 진제스님의 법문을 경청하는 세계의 지도자들

진제스님은 1일 개막행사인 '세계 지도자 오찬 대화'에서 상ㆍ하원 의원과 각국 외교관들, 종교지도자들 등 각계 지도자 1,000여 명이 참석한 가운데 첫 번째 연설자로 나서서 법문했다.
진제스님은 "예수님의 가르침은 불가의 이상과 상당히 비슷하다"며 "예수님은 비폭력, 사랑, 평화의 가르침을 통해 우리 본래 성품의 참모습을 보이셨다"고 강조했다. 그러면서 "우리가 물질에 끌려다니는 존재가 된다면 천하를 얻더라도 영혼을 잃어버리게 된다는 것을 아신 예수님은 세상을 위해 일생을 헌신하고 섬기는 삶을 사셨다"고 말했다.
예수 그리스도의 '자비' 정신을 역설한 뒤 진제스님은 "우리는 세상의 여러 종교들간의 지속적인 대화를 통해 자비와 사랑, 관용의 정신을 더욱 심화하고 실질적인 이타행(利他行)의 실천방안을 모색함으로써 이 세상을 더욱 평화롭고 풍요롭게 만들 수 있을 것"이라고 강조했다.
진제스님은 이어 "평화로운 미래를 만들기 위해 동양정신문화의 정수인 한국의 간화선(看話禪ㆍ화두 참선법)을 전세계에 펴는데 최선을 다하겠다"고 포부를 펼쳐보이며 "모든 인류가 각자 생활속에서 참나를 찾는 수행을 한다면 마음의 고향에 이르러 큰 지혜와 자비를 갖추어 인류평화에 큰 공헌을 하리라 확신한다"고 역설했다.
진제스님의 연설이 끝나자 참석자들은 기립박수로 화답했고, 행사가 끝난 후 앞다투어 인사를 나누고 악수를 청했으며 일부 국가 종교인들은 자국에 방문을 요청하기도 했다. 앞서 진제스님은 31일 더글러스 코 박사의 워싱턴 D.C 자택에서 유대인 유명 랍비이자 종교학자인 잭 벰포라드와 함께 종교간 공존과 대화를 위한 대담을 갖기도 했다.

### 유엔 세계종교지도자모임 초청 법회

유엔 세계종교지도자모임 초청으로 유엔플라자에서 법문하는 진제선사

진제스님은 2012년 10월 초 유엔 세계종교지도자모임 초청으로 다시 한번 미국을 방문했다. 뉴욕 맨하튼의 유엔 플라자 빌딩에서 개최된 이 법회는 UN 산하 종교기구인 뉴욕종교간대화센터(New York Interfaith Center)와 템플오브언더스탠딩(Temple of Understanding), 리버사이드 교회 등 3개 단체의 초청으로 이뤄졌으며, 현지 종교지도자와 국제환경운동가, 각국 대사관 관계자 등 모두 100여 명이 참석했다.
진제스님은 이날 법문에서 우선 인류 공동선의 실현을 위해 매진해온 종교지도자들의 노고를 격려하며 종교간 화합의 중요성을 강조했다.
"고통받는 이들을 돕고 병든 세상을 치유하는 일은 우리 종교인이 존재하는 이유이고, 앞으로도 우리 종교인들이 앞장서 일깨워주고 실천하는 모습 보여야 한다"며 "종교 간 대화는 인류와 지구촌의 평화와 번영을 위한 정신적 토대요 밝은 미래로 인도하는 희망"이라고 의미를 부여했다.
스님은 '전쟁은 인간의 마음속에서 생기는 것이므로 평화의 방벽을 세워야 할 곳도 인간의 마음속이다'라는 유네스코 헌장의 머리말을 인용하며 "지구촌의 평화와 화목과 평등, 건강한 생태환경은 인류 개개인이 마음을 닦는 수행을 통해 나와 남이 둘이 아니라 하나라는 사실을 인식함으로써 이룩할 수 있다"고 말했다. 또한 "인간과 자연은 서로 상생의 관계라는 사실을 인식하며 온 지구촌이 나와 더불어 한 몸이라는 사실을 깨달아야 한다"고 강조했다.
특히 "불교의 대표적인 수행법인 간화선 수행이 기아와 질병, 전쟁 등 지구촌 문제를 해결하는 데 도움을 줄 수 있다며, 참나를 찾아 마음의 고향에 이르게 되면 자연과 인류가 상생의 관계라는 것을 깨닫게 된다"고 강조했다. 진제스님은 '부모미생전 본래면목'의 화두를 인용해 "모든 사람이 부모로부터 이 몸뚱이를 받아서 지금 이렇게 '나다' 하며 살고 있지만 이 몸뚱이는 백년 이내에 한줌 흙으로 돌아가므로 진정한 참나라고 말할 수 없다"며, "참나를 찾기 위해선 '부모에게 이 몸 받기 전 어떤 것이 참나던고?' 하며 간절히 의심하고 의심해야 한다"고 참선법을 설명했다.
'산골짜기 물소리가 부처님의 팔만사천 법문이다'라는 중국의 대문장가 소동파의 게송을 소개하며 "무정물이 설하는 진리의 말씀까지도 들을 수 있을 때 지구를 위협하는 생태학적 위기와 환경문제에서 벗어나 지구촌은 진정한 평화를 맞이할 수 있을 것”이라고 역설했다. 한편 스님의 법문 영어통역은 유대교 지도자인 랍비 잭 벰포라드가 맡았다.

반기문 유엔사무총장과 대담 후

진제스님은 마지막으로 스스로 지은 게송을 들려주며, 한국불교의 고유한 선풍을 드러내기도 했다. 게송의 내용은 다음과 같다.
```
향상향하사난분(向上向下事難分) 향상의 진리와 향하의 진리의 일은 분하기가 어려움이요,
득의망언도이친(得意忘言道易親) 뜻을 얻고 말을 잊어야사 진리의 도에 친함이라
일구명명해만상(一句明明該萬像) 일구의 진리는 밝고 밝아 일만 형상에 합함이요,
중양구일국화신(重陽九日菊花新) 구월달의 국화꽃은 새로움이로다.
[
13
]
```

법회 후 진제스님은 유엔 반기문 사무총장과 면담을 가졌다. 진제스님은 전쟁과 빈곤 환경훼손 등 인류가 당면한 문제를 풀기 위한 종교인들의 실천자세와 함께 UN의 정신과 불교의 일맥상통함을 강조해 눈길을 끌었다. 이날 반기문 총장이 진제스님에게 "터키와 시리아 문제로 분쟁이 나지 않도록 하기 위해서 통화하느라 약속에 늦어졌다"고 양해를 구하자, 스님은 "종교 중에서 유일하게 분쟁이 없었던 종교가 불교"라면서 "유엔이 추구하는 것과 선불교가 비슷하다. 반총장께서 유엔을 통해 불교의 말씀도 전해달라"고 당부했다. 반 총장은 "요즘은 경제지수보다 행복지수가 높은 나라가 선진국이다. 불교같은 종교의 말씀이 중요하다"고 화답하며 화기애애한 시간을 보냈다.
이에 앞서 진제스님은 하루 전 워싱턴에서, 40년간 역대 미국 대통령의 멘토 역할을 해 온 더글러스 코우 목사의 초청 만찬에 참석하여 각계 지도자들과 만남을 가졌고, 10월 4일 저녁에는 이슬람 종교지도자 이브라힘 세이어 초청 만찬에 참석해 "간화선과 세계평화"라는 주제로 법문한 뒤 귀국길에 올랐다.

## 같이 보기
- 조사 (불교)
- 선불교
- 간화선
- 해운정사